# سيمون باريت
سيمون باريت (بالإنجليزية: Simon Barrett)‏ هو كاتب سيناريو ومنتج أفلام ومخرج وممثل أمريكي، ولد في 1978 في الولايات المتحدة.

## أعمال

### أفلام
- (2011) أنت التالي[5]
- (2013) في إتش إس 2
- (2014) الضيف
- (2016) ساحرة بلير

## وصلات خارجية
- سيمون باريت على موقع IMDb (الإنجليزية)
- سيمون باريت على موقع ألو سيني (الفرنسية)
- سيمون باريت على موقع أول موفي (الإنجليزية)
- سيمون باريت على موقع قاعدة بيانات الأفلام السويدية (السويدية)
- سيمون باريت على موقع قاعدة بيانات الفيلم (الإنجليزية)
- سيمون باريت على موقع كينوبويسك (الروسية)